# ラチェット&クランク5 激突!ドデカ銀河のミリミリ軍団
『ラチェット&クランク5 激突!ドデカ銀河のミリミリ軍団』（米題：Ratchet & Clank: Size Matters）は、2007年6月28日に発売されたPlayStation Portable用コンピュータゲームである。『ラチェット&クランク』シリーズの第五作目。
シリーズ初のPlayStation Portableへプラットフォームを移しての発売となった。
これまでの作品と違い、開発はインソムニアックゲームズの子会社ハイインパクトゲームズが行った。開発がインソムニアックゲームズでないのはシリーズ初である。
2008年7月3日にはPlayStation 2への移植版が発売された。ソニー・コンピュータエンタテインメントが日本で最後に発売したPS2用新作ソフトである。
本作は、ラチェット&クランク4th ギリギリ銀河のギガバトルの続編である。本作の続編については、クランク＆ラチェット マル秘ミッション☆イグニッション！を参照。

## キャラクター
ラチェット（声：津村まこと）
銀河を4度救ったヒーローで主人公。テクノマイト文明は空想上のものとして存在を否定する。
クランク（声：大川透）
おなじみラチェットの相棒。ヘリブースターを装備し、ラチェットをサポートする。本作唯一の冷静なキャラクター。テクノマイト文明の存在を主張する。また、ルナが怪しい人物であると考える。
キャプテン・クォーク（声：乃村健次）
毎作邪魔者として現れるが、今回は未だ会ったことのない両親を探してラチェットたちについてくる。そんな中、ギンガーネットのうそ臭いサイトから両親の情報を引き出すが……。
ルナ（声：こおろぎさとみ）
ラチェット達の前に現れた謎の少女。一見、クマのぬいぐるみを背負ったかわいい女の子であるが、その正体は、テクノマイトがラチェットをおびき出すために作り出したロボットであった。デイニームーンでラチェットに倒される。
オットー皇帝（声：龍田直樹）
テクノマイトの技術を束ね、銀河征服を狙っている男。「す」の発音が「しゅ」になる癖がある。ある生物の知性をダウンロードできる「IQダウンローダー」というメカを完成させ、銀河中のあらゆる生物の知性を取り込むことで、最強の知性体へと進化しようと目論んだが、最終的にラチェットに倒され、クォークによってスクランチの知性を植え付けられてしまい、中身がサルと化してしまった。
スクランチ（声：斎藤志郎）
『ラチェット&クランク3』でも登場した1つ目のサル。ラチェットとはぐれてしまったクランクにラチェットの危機を知らせる。
スカイボーダー（声：西凛太朗）
レース競技「スカイボード」のレーサー。最近「ドーピングしている」、「違法改造している」など、嫌な噂が絶えない模様。
発明家（声：浦山迅）
植物を育てる機能を持つガラメカ「サイバイマチック」を開発した科学者。1つしかいない試作品をラチェットに譲ってくれる。
クロンク（声：大川透）
『ラチェット&クランク3』でも登場したクランクの偽物。ラチェットの悪夢「ナイトメヤー」内で、ラチェットに誘惑の言葉をかける。
ヘルプデスク（声：田中敦子）
通信機を通してラチェットにアクションや攻略のヒントを出してくれるヘルプ音声。

## ストーリー
惑星ポクタルのホワイリゾートでバカンスを満喫していたラチェットとクランクの前に、無邪気な少女ルナが現れる。ルナはラチェットのヒーローっぽい写真を撮らせてほしいのだという。ラチェットは、ルナの申し出を快く受け入れ、彼女のヒーロー研究に協力することにした。その途中でラチェットたちは、キャプテン・クォークと遭遇する。彼は自分の実の両親を探しており、ラチェットたちの後をつけていたようである。
撮影のさなか、突如、謎のロボット軍団がラチェットたちのところへ襲来し、ルナを連れ去っていってしまう。ルナが残した唯一の手がかり、「テクマノイト文明の遺物」を手に、ラチェットとクランクは宇宙船に乗って、惑星ライラスへと向かった。
ところが、その宇宙船には、なんとクォークが到着までずっとしがみついていたのだ。驚くラチェットだったが、クォークは「おぉ、役に立つよぉ？来たコトあるんだよぉ。」と話す。そこでラチェットは、クォークに自分の船のコンピューターを使わせて両親の探索を続けさせる代わりに、ライラスについて知っている情報をクォークから聞き出した。
その後、惑星カリドンにて、ラチェットはルナに再会するのだが、ルナはなんと突然クランクを攻撃して気絶させる。理解が追いつかないラチェットに対して、ルナは「ねぇ、気付いてなかったの？アンタの身体能力を分析カメラで追ってたの。"組織"は情報をぜーんぶ集めちゃった。」と説明する。そして、そのまま、ラチェットも意識を奪われてしまう。
実は、ポクタルでのルナの誘拐はすべて"組織"による自作自演だったのだ。テクノマイトの指導者であるオットー皇帝は、ラチェットの潜在能力を見抜き、彼のDNAを用いて究極の兵士を生み出そうとしていた。ラチェットは、意識を失っている間にDNAを採取され、クローン兵士の大量生産に利用されていた。
クランクは惑星メタリスのスクラップ場で目を覚ます。そこへ、スクランチが小さなロケットに乗ってやってきて、ラチェットが緊急事態であることを伝える。それを聞いたクランクは急いでウルトラメック形態に変身し、敵兵を壊滅させながら、バイオステーションにいるラチェットの救出に向かった。
ラチェットとクランクは合流し、やがて、ルナが実は自律型のロボットであり、宇宙船でもある「操り人形」であったことを知る。二人はそれを追ってデイニームーンへと向かい、ルナからクローン計画の真相を聞かされる。テクノマイトたちは、自分たちの技術的功績が一般市民から正当な評価を受けてこなかったことに深い不満を抱いており、それが今回の行動の動機となっていた。
ルナの機体を破壊した後、クランクはクローン工場の座標を引き出そうとするが、逆にコンピューターウイルスに感染し、機能を停止してしまう。これにより、ルナの内部に潜んでいたテクノマイト兵士たちがクランクの体内へと侵入する。ラチェットはシュリンクビームを使ってクランクの内部へ入り、彼のサブシステムと連携して侵入者を排除し、プロセッサーを再起動させることに成功する。
クランクは、停止する直前にクローン工場の座標を取得していたと明かし、二人はクアドローナという惑星へと向かう。ラチェットはそこで多数のクローン兵を撃破するが、その後、オットーはルナが語った話は「チープな作り話」にすぎず、真の目的は、特殊な機械を用いて銀河中の生命体から知性を奪い、自分に移すことであると告白する。
オットーに説得されたクォークは、彼こそが自分の父親だと信じ込み、一時的に彼の側につく。しかし、最終的にラチェットとクランクが協力してオットーを打倒する。戦いの後、スクランチがクォークに、彼の本当の両親はテクノマイト製の欠陥機器により命を落としたのだと伝える。クォークは、復讐のためにオットーの装置を使って自分の知性をオットーに移そうとするが、スクランチの介入により、逆にオットーにはスクランチの知性が移されてしまうという皮肉な結果となる。
物語の締めくくりでは、ラチェットとクランクが自宅でくつろぎながら、縮小されたラチェットのクローンが玩具として販売されているテレビCMを眺めている。縮小されたクォークも一緒におり、三人で新たな「おもちゃ時代」の幕開けを静かに見届けるのだった。

## 開発と発売
『ラチェット&クランク5 激突!ドデカ銀河のミリミリ軍団』は、インソムニアック・ゲームズの元スタッフによって設立されたHigh Impact Gamesが開発した初のタイトルである。本作は、2006年のE3プレショーにて初公開された。完全な新規プロジェクトとして立ち上げられ、開発には約18か月を要した。
本作は、2007年2月13日にPlayStation Portable（PSP）向けに発売された。その後、2008年の秋からは、ソニーによってPSP本体に本作を同梱したハードウェアバンドルの販売が開始された。
さらに、2008年3月には、ファンからの強い要望を受けてPlayStation 2への移植が行われた。このPS2版ではオンラインマルチプレイ機能が削除された一方で、グラフィックと操作性の向上が施されている。
そして2024年7月16日には、PSP版がPlayStation 4およびPlayStation 5向けに再リリースされた。これはエミュレーションによる再発行であり、グラフィックの強化、セーブステート機能、巻き戻し機能、カスタム操作設定、さらにトロフィーへの対応といった複数の機能が追加されている。

## 評価
『ラチェット&クランク5 激突!ドデカ銀河のミリミリ軍団』は、レビュー集約サイトMetacriticによると、PlayStation Portable（PSP）版では「概ね好意的な評価」を受けた。一方で、PlayStation 2（PS2）版に関しては、「賛否両論または平均的な評価」とされている。
ゲーム誌『Game Informer』は、本作に10点満点中9点のスコアを付け、2007年4月の「今月の携帯機ゲーム（Handheld of the Month）」に選出した。IGNもまた、同作に9.0/10の高評価を与えている。さらに、本作は第11回インタラクティブ・アチーブメント・アワードにおいて、インタラクティブ芸術科学アカデミー（Academy of Interactive Arts & Sciences）より「年間最優秀携帯ゲーム（Handheld Game of the Year）」にノミネートされた。
一方、PS2版に対するIGNの評価は6/10と低く、その理由として、質の低いグラフィック、退屈なゲームプレイ、そして技術的な問題が指摘されている。

## 売上
『ラチェット＆クランク サイズマターズ』は、2007年に発売されたPSP用ゲームの中でも特に売れたタイトルの一つである。本作がセットになったPSP本体のバンドルパックは、100万台以上の販売を記録した。
累計販売本数は440万本に達しており、PSP用ソフトの中で歴代5位の売り上げを誇っている。

## ステージ
わくせいポクタル「ホワイリゾート」
第1作でも登場したリゾート惑星（地形は別）。ラチェットとクランクがルナと出会った場所。
わくせいライラス「ベテガージャングル」
植物型の怪物が多く生息。「サイバイマチック」というガラメカを開発した発明家がいる。
わくせいカリドン「メカノイド・ファクトリー」
ロボットの生産工場。工場の外には「スカイボード」のレースコースがある。
ナイトメヤー
ラチェットが見た悪夢の内部。夢であるため、画面の淵が常に歪んでいる。クリア後もバイオステーションにある装置を使ったり、メタリスのジャイアントクランクをクリアすることで行くことができる。
わくせいメタリス「スクラップヤード LXIV」
ラチェットとはぐれたクランクがたどり着いた惑星。アリーナやジャイアントクランクへの変身台がある。
バイオステーション「メディカルエリア オメガ」
小さな宇宙ステーションのような場所。クリア後、爆発する。爆発跡ではラチェットが行動可能な部分は狭いが、「ナイトメヤー」に入り直すための装置や、「スカイボード」のレースコースが存在する。
わくせいチャラックス「テクノマイト・シティ」
テクノマイトの小さなメカがはびこる小さな街。スペースシップを下りた後、「シュリングビーム」で体を縮小化して行くことになる。
デイニームーン「ファーミング・コープ」
羊や農作業ロボットがいる。このステージのみ一定時間で昼夜が入れ替わる。
クランクないぶ
デイニームーンでの戦いでクランクが壊れてしまった際、体を小さくしてクランクの内部に行くことになる。「サブシステム」という名前の老人キャラクターが登場する。
わくせいグアドローナ「クローンこうじょう」
オットー皇帝がいる最終ステージ。テクノマイト・シティと同様、体を小さくしなければ行くことができない。途中、ラチェットのクローンが登場する。

## その他
『ラチェット&クランク』シリーズの開発者で、インソムニアックゲームズのスタッフである、ダン・ジョンソンが本作品を製作中の2006年に逝去したため、エンディングの最後には彼の生前の写真とともに追悼メッセージが表示される